# Tomentella kootenaiensis
Tomentella kootenaiensis är en svampart som beskrevs av M.J. Larsen 1975. Tomentella kootenaiensis ingår i släktet Tomentella och familjen Thelephoraceae.   Inga underarter finns listade i Catalogue of Life.